# 四生臂形草
四生臂形草（学名：Brachiaria subquadripara）为禾本科臂形草属下的一个种。